# Ynys Lanwol
Ynys Lanwol ou Burry Holms est une île du pays de Galles située à l'extrémité de la péninsule de Gower, entre le canal de Bristol et la baie de Carmarthen ; elle se trouve à proximité du village de Llangennith (en), dans le West Glamorgan.

## Étymologie
Le nom de l'île est composé des mots gallois ynys (« île ») et lanwol, dont l'étymologie est incertaine ; le nom anglais de l'île, Burry Holms, est composé des mots anglais burry, dont l'étymologie est incertaine, et holms, probablement dérivé de holme (« île, îlot »).

## Description
Il s'agit d'une île accessible à marée basse de 15 acres.

## Histoire
L'île fut occupée au mésolithique par des chasseurs ; à l'âge du fer, elle devint une colline fortifiée.
L'île comporte notamment un cairn, et un tumulus datant de l'âge du bronze.